# Martin Matupi
Martin Matupi (ur. 26 listopada 1942) – malawijski trójskoczek, olimpijczyk.
Uczestnik Letnich Igrzysk Olimpijskich 1972. Startował w grupie eliminacyjnej A. Zaliczył dwie mierzone próby na odległość 13,57 m i 13,34 m. Rezultat osiągnięty w pierwszej kolejce pozwolił na zajęcie ostatniego, 34. miejsca wśród zawodników sklasyfikowanych. Pełnił funkcję chorążego reprezentacji Malawi podczas ceremonii otwarcia igrzysk.
Rekord życiowy w trójskoku: 13,72 m (1971).